# Sander-Villa

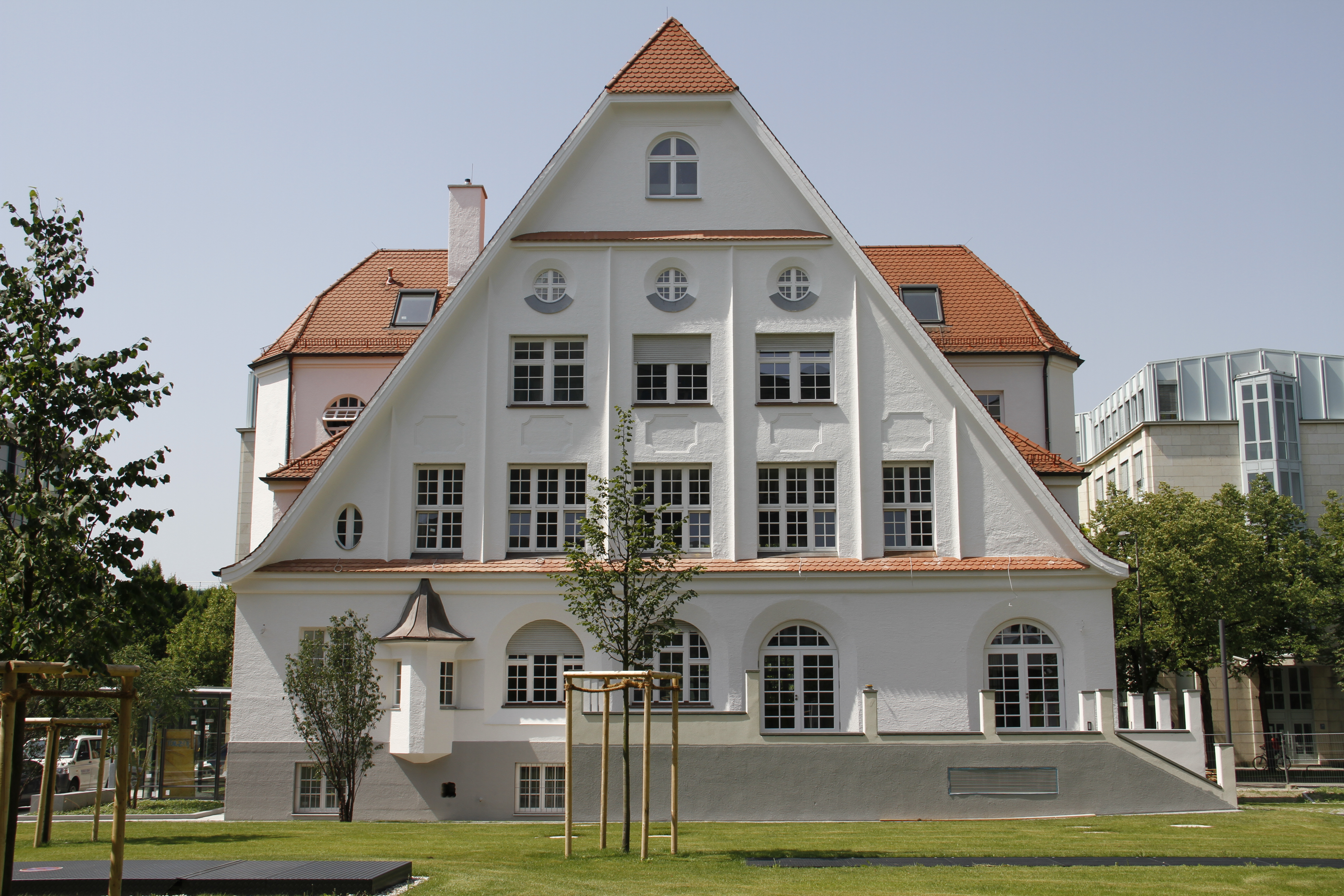
Sander-Villa, Rückseite 2012

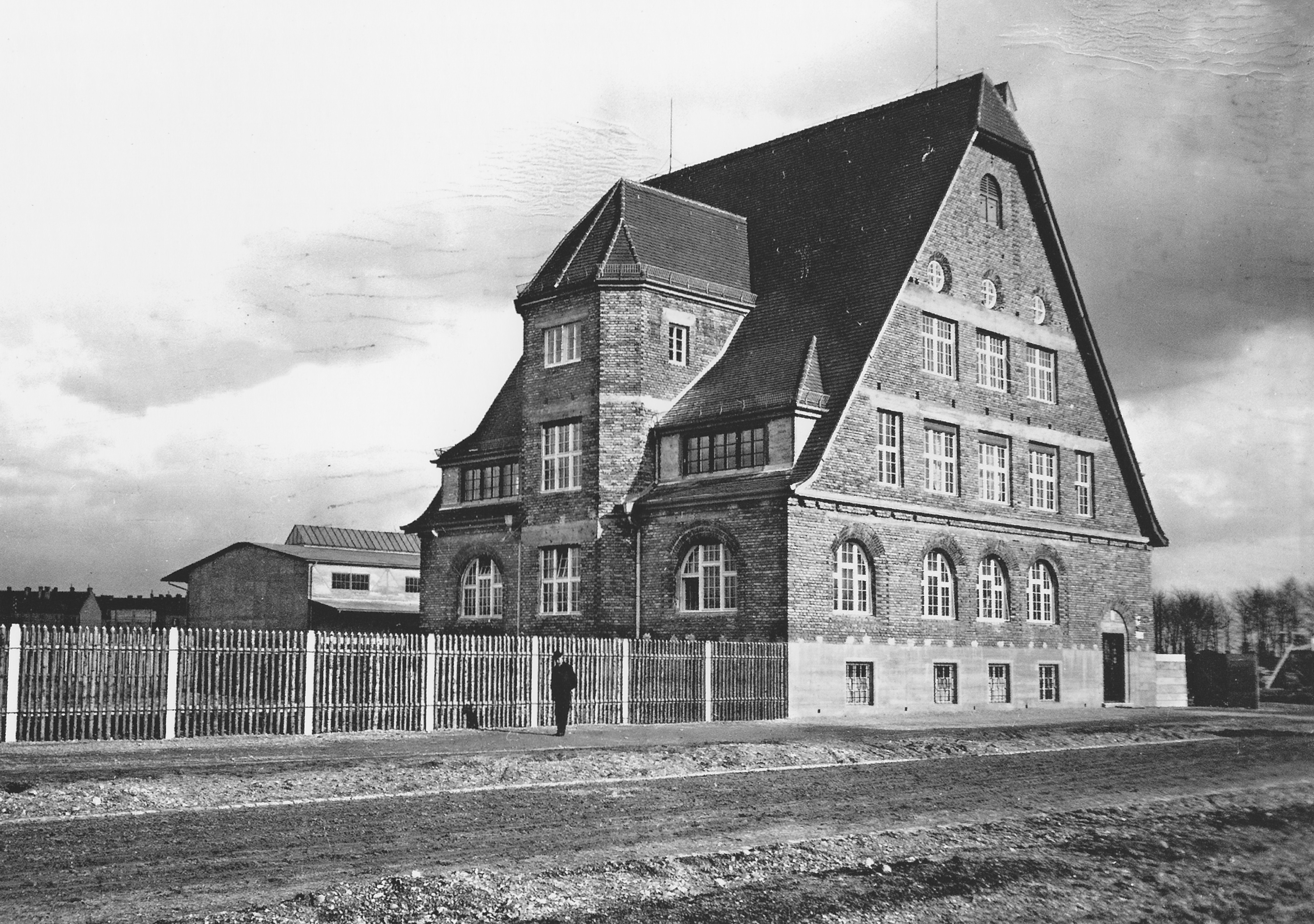
Straßenfront, Bild zur Bauzeit 1910

Die Sander-Villa ist ein unter Denkmalschutz stehendes Verwaltungsgebäude in der Hansastraße im Münchner Stadtbezirk Sendling-Westpark. Das Gebäude wurde 1909 errichtet und wird in der Denkmalliste dem Jugendstil zugeordnet, weist aber noch erhebliche Elemente des Heimatstils auf, was vermutlich der Lage zum Bauzeitpunkt weit vor der Stadt mit ausschließlich ländlicher Bebauung in der Nachbarschaft geschuldet ist.
Das Haus ist durch ein hohes, steiles Satteldach geprägt, das bis über das Erdgeschoss heruntergezogen ist und über zwei weitere Haupt- und zwei Dachgeschosse reicht. Auf den Giebelseiten ist ein sehr kleiner Krüppelwalm angesetzt, der nur dekorative Funktion hat. Auf beiden Firstseiten wird das Satteldach durch zweistöckige Zwerchhäuser mit Walmdächern unterbrochen. Die Dachlandschaft wird außerdem durch kleinere Gauben und einen angesetzten Erker gestaltet.
Das Haus wurde 1909 als Verwaltungsgebäude der örtlichen Niederlassung des Eisen- und Kohlenhandelsunternehmen Gebrüder Röchling nach Entwurf der Architekten Gebrüder Rank errichtet. Es entstand für die Niederlassung in Bayern. Ende Juli 1909 wurden 54 980 m² Grund entlang der Bahntrasse an der Hansastraße erworben. Noch im laufenden Jahr wurde dieses Gebäude (1910 bezugsfertig) nebst Lagerhallen für Materialien wie Eisen, Rohre, Kohleprodukte sowie zur Verladung nötige Brückenkrananlagen errichtet. Bereits 1917 verlagerte man die Hauptverwaltung von der Hansastraße an den Karolinenplatz 5a, in das Palais Freyberg. Die Niederlassung mit Büro und Lagerhallen verblieb aber weiterhin an der Hansastraße. 1968 wurde das Areal an die Sander GmbH verkauft, die dort Chemikalien und pharmazeutische Präparate herstellte. Wegen der großformatigen Aufschriften auf den Fassaden wurde das Gebäude als Sander-Villa oder Sander-Haus bekannt. In dieser Zeit wurden mehrere Nebengebäude und Anbauten errichtet, darunter auch eine eingeschossige Riegelbebauung an der Straßenfront mit einem markanten, breiten Torbogen. Das Grundstück ging im Jahr 2005 an den ADAC, der von 2006 bis 2012 hinter dem Verwaltungsgebäude seine neue, 23-stöckige ADAC-Zentrale errichtete. Bis Mitte 2012 wurde die Sander-Villa komplett renoviert, dabei wurden auch spätere Anbauten entfernt, so dass das Äußere bis auf moderne Eingangsbereiche wieder dem Originalzustand entspricht.
Der ADAC hat im Gebäude seine Bibliothek und diverse Sammlungen zur Vereinsgeschichte und der Automobilgeschichte eingerichtet und nutzt weitere Räume für Veranstaltungen und Konferenzen.